# 82 Алкмена
82 Алкмена (енгл. 82 Alkmene) је астероид главног астероидног појаса са пречником од приближно 60,96 km.
Афел астероида је на удаљености од 3,378 астрономских јединица (АЈ) од Сунца, а перихел на 2,147 АЈ.
Ексцентрицитет орбите износи 0,222, инклинација (нагиб) орбите у односу на раван еклиптике 2,832 степени, а орбитални период износи 1677,331 дана (4,592 године).
Апсолутна магнитуда астероида је 8,40 а геометријски албедо 0,207.
Астероид је откривен 27. новембра 1864. године.